# Con amor eterno
Con amor eterno es el nombre del sexto álbum de estudio lanzado por el grupo musical mexicano Pandora, bajo la producción de la casa disquera EMI Capitol de México. Es un álbum tributo al cantautor mexicano Juan Gabriel en el cual toman 10 de las canciones más famosas del autor y un popurrí. Fue lanzado al mercado a comienzos de 1991 en formato CD y casete.

## Antecedentes
Para mitad del año de 1990, el grupo se encontraba en plena promoción de su anterior álbum, 999 razones (1989); durante ese tiempo las tres integrantes y su casa productora EMI Capitol, llegan a un acuerdo para cambiar de representante musical y mánager; que hasta ese momento era Cucú Estévez.
Para finales del año 1990 y con acuerdo con EMI, comienzan a trabajar con Fernando Iriarte, hijo de la conductora Maxime Woodside y productor y mánager de varios artistas mexicanos.
En su anterior disco, Pandora incluyó un tema del autor Juan Gabriel, «No me arrepiento de nada».  Durante las diversas giras que habían realizado a Miami y otras ciudades de los Estados Unidos, durante la promoción de este disco, en algunos festivales coincidían con el autor el cual reconoció la calidad y buen arreglo vocal que había realizado el trío con su canción, por lo tanto, las integrantes había comenzar a gestar la idea de realizar un álbum con temas de este autor.

## Realización
En el otoño de 1990, EMI Capitol comienza la gestión de permiso de la utilización de diversos temas clásicos del autor mexicano Juan Gabriel mientras Pandora comienza a trabajar en arreglos y acoples con un nuevo equipos de producción asignado; el cual era comandado por Enrique Elizondo como productor del álbum.
En la realización de los arreglos musicales, Pandora junto con su equipo de producción decidieron no realizar los temas con un estilo completo de mariachi, sino darle a las canciones un giro un poco más moderno bajo el estándar de la música pop, pero sin perder el estilo de mariachi tradicional que ya tenían los temas. Para la selección de canciones, tenían bastantes opciones pero no todas podían ser incluidas, por lo tanto, decidieron realizar un Popurrí con las canciones más rítmicas.
A inicios del invierno de 1990, el trío viaja a la Unión Americana para entrar a los estudios de grabación y realizar su sexto disco.

## Promoción
El álbum Con amor eterno es lanzado al mercado musical de habla hispana el lunes 25 de febrero de 1991 desde la Ciudad de México.
Como punta de publicó el tema «Con tu amor» el cual rápidamente. Para su lanzamiento, se realizó un video donde el trío recupera la sensualidad y feminidad que podían explotar.
El grupo comienza el año 1991 con una fuerte promoción en televisión y en estaciones de radio de su primer sencillo por todo México, para esto y sobre la base de la asesoría de su nuevo mánager, realiza un cambio de imagen en el cual aparecen con atuendos y maquillaje más sensuales y juveniles, el cual les dio muy buenos resultados. En algunos momentos también tomaban atuendos y situaciones muy mexicanos y tradicionales ya que los temas del álbum se prestaban para explorar ambas situaciones.
Como segundo sencillo, se tomó el tema «Popurri» de Juan Gabriel. Para su promoción, se realizó un video donde el trío aparecía con vestuarios muy mexicanos al principio y al final, pero también con vestuarios sensuales y atrevidos a la mitad del video.
Los temas «No lastimes más», «Nadie baila como tú / El Noa Noa» y «Amor eterno» también se lanzaron como sencillos de promoción.

## Recepción y premios
En la unión americana el álbum se posicionó en las listas musicales de la lista Billboard dentro de los primeros lugares, obtuvo la nominación al Grammy Award otorgada por la RIAA en la categoría Latin Pop. En Miami fueron acreedoras al Premio Lo Nuestro que otorga la cadena Univisión en las categorías de Mejor Álbum y Mejor Grupo.
El 19 de noviembre de 1991 y por cuarta ocasión son acreedoras al Trofeo Galardón a los Grandes del programa televisivo Siempre en Domingo; también reciben la Estrella de plata y participan en el primer Festival Acapulco donde reciben la medalla en manos de Marco Antonio Solís.

## Videos
- «Popurrí Juan Gabriel»
- «Nadie baila como tú / Noa Noa»
- «No lastimes más»

## Lista de canciones
Todas las canciones escritas y compuestas por Juan Gabriel. 
| Con amor eterno |                                                                           |          |  |
| N.º             | Título                                                                    | Duración |  |
| 1.              | «Con tu amor»                                                             | 4:23     |  |
| 2.              | «Costumbres»                                                              | 4:28     |  |
| 3.              | «El farsante»                                                             | 4:24     |  |
| 4.              | «El día que me acaricies lloraré»                                         | 4:11     |  |
| 5.              | «Popurrí de Juan Gabriel: Debo Hacerlo/Caray/Querida/Me nace del corazón» | 4:55     |  |
| 6.              | «Nadie baila como tú/El Noa Noa»                                          | 4:12     |  |
| 7.              | «Amor eterno»                                                             | 4:20     |  |
| 8.              | «No lastimes más»                                                         | 3:02     |  |
| 9.              | «Yo no nací para amar»                                                    | 3:47     |  |
| 10.             | «Lágrimas y lluvia»                                                       | 3:36     |  |
| 11.             | «Se me olvidó otra vez»                                                   | 3:26     |  |
| 44:16           |                                                                           |          |  |

## Créditos y personal
El Álbum es una Producción de EMI Capitol de México realizado en 1991:
Técnicos y producción
- Producción: Enrique Elizondo
- Arreglos: Chuck Anderson
- Ingenieros de sonido: Bill Smith
- Grabado en Santa Fe Recording Studios, Vay Nuys, California, USA.
- Vihuela: Samuel Gutiérrez
- Dirección A & R: Luis Méndez
- Diseño: GL Diseño y Tipografía
- Fotografía: Mariana Yazbek

Músicos
- Bajo: Tom K.
- Batería: Tracy Kaine
- Guitarras: Pat Kelley
- Teclados: Tom Keene
- Guitarra: Arturo Salas
- Guitarrón: Miguel Vázquez